# Timothy Garton Ash
Timothy Garton Ash (* 12. července 1955 Londýn, Spojené království) je britský historik a publicista. Je profesorem evropských studií na Oxfordské univerzitě. Ve svých pracích se zabývá zejména moderními a soudobými dějinami střední a východní Evropy, k jeho tématům tak patří např. revoluce v roce 1989 či transformace zemí bývalého východního bloku.

## Dílo

### Česky
- Evropa, náš domov. Od vylodění v Normandii po válku na Ukrajině. Prostor 2023. ISBN 978-80-7260-583-5

- Rok zázraků. Svědectví o revoluci roku 1989 ve Varšavě, Budapešti, Berlíně a Praze, Paseka 2009, ISBN 978-80-7432-009-5
- Svobodný svět. Amerika, Evropa a budoucnost Západu. Paseka 2006, ISBN 80-7185-707-6
- Dějiny přítomnosti. Eseje, črty a zprávy z Evropy devadesátých let, Paseka 2003, ISBN 80-7185-454-9
- Středoevropan volbou. Institut pro středoevropskou kulturu a politiku, 1992, ISBN 80-85241-24-2

### Anglicky a německy
- Facts are Subversive: Political Writing from a Decade without a Name (Atlantic Books, 2009)
- The File: A Personal History (Random House, 1997)
- In Europe's Name: Germany and the Divided Continent (Random House, 1993)
- The Uses of Adversity: Essays on the Fate of Central Europe (Random House, 1989)
- The Polish Revolution: Solidarity, 1980–82 (Scribner, 1984)
- Und Willst Du Nicht Mein Bruder Sein... Die DDR Heute (Rowohlt, 1981)